# Cyriocosmus nicholausgordoni
Cyriocosmus nicholausgordoni – gatunek naziemnego pająka z rodziny ptasznikowatych (Theraphosidae). Występuje w Wenezueli (miejsce typowe to okolice Puerto Ayacucho w stanie Amazonas). Jego środowisko to lasy deszczowe Amazonii. Prowadzi nocny tryb życia. Nie znajduje się na liście CITES.